# 佐久間信精
佐久間 信精（さくま のぶよし）は、江戸時代中期の旗本。
貞享元年（1684年）、7歳で将軍綱吉に拝謁。
元禄六年（1693年）、御小姓組の番士に列せられ、蔵米300俵を給わった。
宝永4年（1707年）、父・佐久間信房に先立ち死去。享年30。